# 佛罗伦萨自然史博物馆
佛罗伦斯自然史博物馆（義大利語：Museo di Storia Naturale di Firenze）是意大利佛罗伦斯的一个自然史博物馆。它是佛罗伦斯大学的一部分，创建于1775年2月21日。现在它已经成为意大利最好的自然史博物馆之一。 

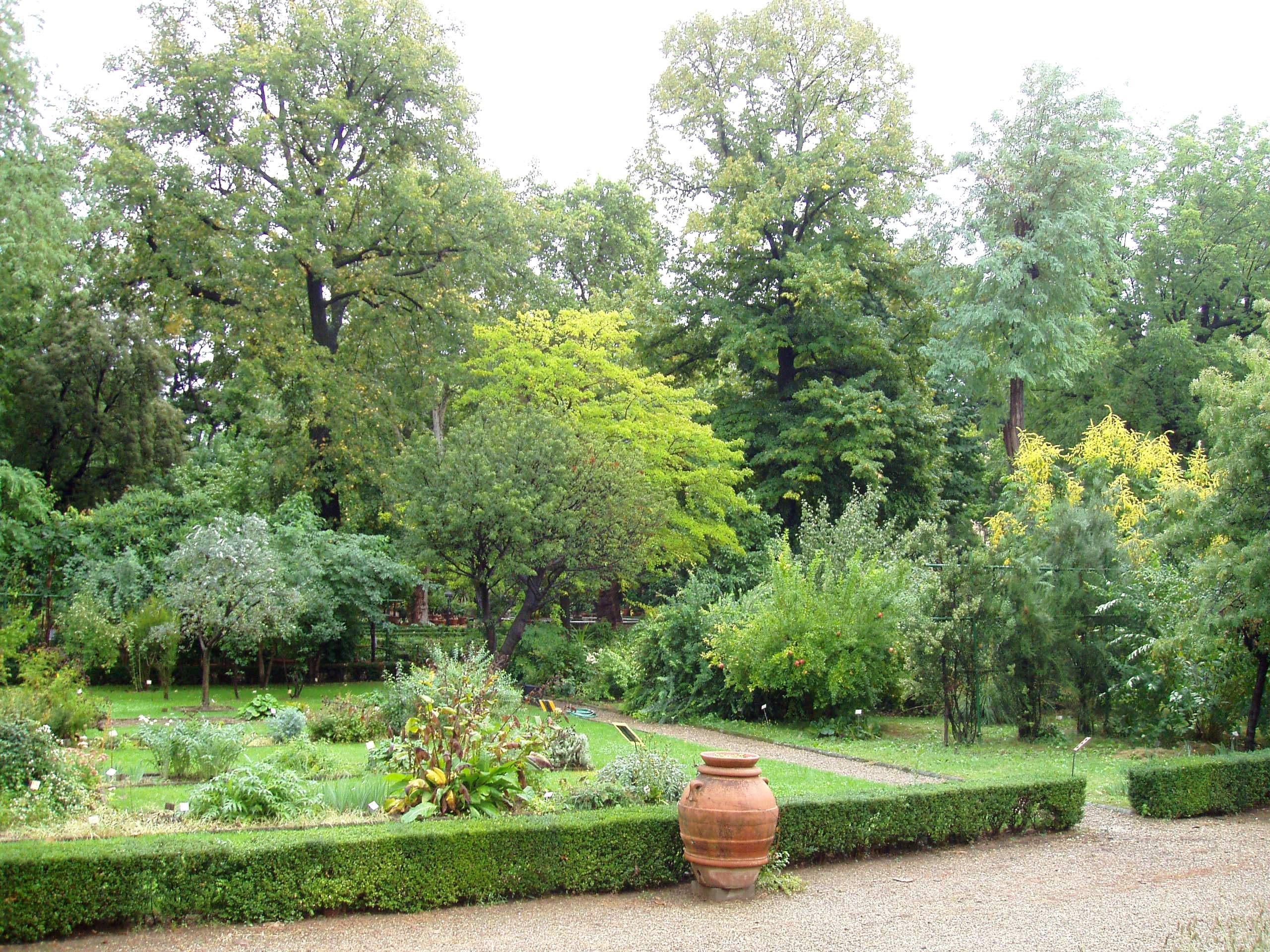

佛罗伦斯自然史博物馆分为6个部分。